# Pidlisne, Trosteaneț
Pidlisne (în ucraineană Підлісне) este un sat în comuna Illeașivka din raionul Trosteaneț, regiunea Vinnița, Ucraina.

## Demografie
Componența lingvistică a localității Pidlisne
     Ucraineană (99,64%)
     Alte limbi (0,36%)
Conform recensământului din 2001, majoritatea populației localității Pidlisne era vorbitoare de ucraineană (99,64%), existând în minoritate și vorbitori de alte limbi.